# Tommaso Lequio di Assaba
Tommaso Lequio di Assaba (Cuneo, 21 d'octubre de 1893 – Roma, 17 de desembre de 1965) va ser un militar i genet italià que va competir a començament del segle xx.

## Carrera militar
Fill del general Clemente Lequio, s'allistà al Regio Esercito, i va ser assignat al regiment de Cavalleria. Va participar en la Primera Guerra Mundial. Hi destaca el seu paper al 6è Regiment, cosa que li va valdre per ser condecorat amb una medalla de bronze al valor militar.
Durant la guerra a Etiòpia (1935-1936), com a major, es va distingir dirigint el 1r esquadró d'indígenes eritreus, i va ser condecorat amb una medalla de plata i una medalla de bronze al valor militar. El 1942 fou nomenat comandant de l'Escola Militar de Tor di Quinto, i davant l'inici de la campanya de Tunísia, va assumir el comandament del Raggruppamento Esplorante Corazzato (R.E.Co.) «Cavalleggeri di Lodi», al cap dels quals se'n va cap al nord d'Àfrica. El maig de 1943 va ser capturat pels britànics a Tunísia, i va ser condecorat amb una segona medalla de plata al valor militar.
Tornant al servei actiu després de la guerra, l'11 d'abril de 1947, va ser guardonat amb el títol de Cavaller de l'Orde Militar italià, i va ser el primer comandant de la reconstruïda Divisió Cuirassada Ariete.

## Carrera esportiva
El 1920 va prendre part en els Jocs Olímpics d'Anvers, on va guanyar la medalla d'or en la prova del salts d'obstacles individual, amb el cavall Trebecco, del programa d'hípica.
Quatre anys més tard, als Jocs de París, disputà quatre proves del programa d'hípica. Guanyà la medalla de plata en la prova de salts d'obstacles individual i la de bronze en la del concurs complet per equips. En els salts d'obstacles per equips fou cinquè.
La seva tercera i darrera participació en uns Jocs fou a Amsterdam el 1928, on tornà a disputar quatre proves del programa d'hípica, però amb uns resultats força discrets, on sols destaca la quarta posició en els salts d'obstacles per equips.
El 1926, 1928 i 1934 guanyà a la Piazza di Siena de Roma la Copa de les Nacions. Des de 1960 fins a la seva mort, va ser president de la federació italiana d'esports eqüestres. El 1964 es va encarregar de preparar l'equip nacional pels Jocs Olímpics de Tòquio.